# Еймс (Айова)
Еймс (англ. Ames) — місто (англ. city) в США, в окрузі Сторі штату Айова. Населення — 66 427 осіб (2020).

## Географія
Еймс розташований за координатами 42°1′32″ пн. ш. 93°37′39″ зх. д. / 42.02556° пн. ш. 93.62750° зх. д. (42.025494, -93.627594).  За даними Бюро перепису населення США в 2010 році місто мало площу 62,88 км², з яких 62,71 км² — суходіл та 0,16 км² — водойми.

### Клімат
| Клімат : Еймс            | Клімат : Еймс | Клімат : Еймс | Клімат : Еймс | Клімат : Еймс | Клімат : Еймс | Клімат : Еймс | Клімат : Еймс | Клімат : Еймс | Клімат : Еймс | Клімат : Еймс | Клімат : Еймс | Клімат : Еймс | Клімат : Еймс |
| Показник                 | Січ.          | Лют.          | Бер.          | Квіт.         | Трав.         | Черв.         | Лип.          | Серп.         | Вер.          | Жовт.         | Лист.         | Груд.         | Рік           |
| Абсолютний максимум, °C  | 19,4          | 19,4          | 32,2          | 36,1          | 37,8          | 38,3          | 38,9          | 38,9          | 36,7          | 35,0          | 26,7          | 18,9          | 31,4          |
| Середній максимум, °C    | −1,1          | 1,7           | 8,9           | 17,2          | 22,8          | 27,8          | 28,9          | 28,3          | 25,0          | 17,8          | 8,3           | 0,0           | 15,3          |
| Середній мінімум, °C     | −11,1         | −8,3          | −2,2          | 3,9           | 10,0          | 15,6          | 17,8          | 16,7          | 11,7          | 5,0           | −2,2          | −9,4          | 4,0           |
| Абсолютний мінімум, °C   | −32,2         | −33,3         | −23,9         | −13,3         | −2,8          | 3,3           | 6,7           | 4,4           | −1,7          | −10,6         | −21,7         | −31,1         | −13           |
| Норма опадів, мм         | 19            | 22            | 52            | 89            | 110           | 127           | 82            | 110           | 78            | 68            | 50            | 27            | 865           |
| ------------------------ | ------------- | ------------- | ------------- | ------------- | ------------- | ------------- | ------------- | ------------- | ------------- | ------------- | ------------- | ------------- | ------------- |
| Джерело: Weather Channel |               |               |               |               |               |               |               |               |               |               |               |               |               |

## Демографія
Згідно з переписом 2010 року, у місті мешкало 58 965 осіб у 22 759 домогосподарствах у складі 9959 родин. Густота населення становила 938 осіб/км².  Було 23876 помешкань (380/км²).
Расовий склад населення:
| - 84,5 % — білих - 8,8 % — азіатів - 3,4 % — чорних або афроамериканців - 0,2 % — корінних американців - 1,1 % — осіб інших рас |

До двох чи більше рас належало 2,0 %. Частка іспаномовних становила 3,4 % від усіх жителів.
За віковим діапазоном населення розподілялося таким чином: 13,4 % — особи молодші 18 років, 78,5 % — особи у віці 18—64 років, 8,1 % — особи у віці 65 років та старші. Медіана віку мешканця становила 23,8 року. На 100 осіб жіночої статі у місті припадало 112,7 чоловіків;  на 100 жінок у віці від 18 років та старших — 113,8 чоловіків також старших 18 років.
Середній дохід на одне домашнє господарство  становив 58 132 долари США (медіана — 41 616), а середній дохід на одну сім'ю — 90 065 доларів (медіана — 78 462). Медіана доходів становила 46 936 доларів для чоловіків та 38 756 доларів для жінок. За межею бідності перебувало 30,5 % осіб, у тому числі 11,9 % дітей у віці до 18 років та 3,4 % осіб у віці 65 років та старших.
Цивільне працевлаштоване населення становило 34 404 особи. Основні галузі зайнятості: освіта, охорона здоров'я та соціальна допомога — 41,6 %, мистецтво, розваги та відпочинок — 11,8 %, роздрібна торгівля — 10,6 %.

## Відомі люди

### Народилися
- Гаррісон Барнс — американський баскетболіст
- Еван Стоун — американський порноактор і режисер

### Поховані
- Джон Балінський (1934—1983) — американський і південно-африканський біолог українського походження, народився в Києві

### Пов'язані
- Фред Гойберг — американський баскетболіст, навчався у середній школі